# Kloos Kinderdijk
Kloos Kinderdijk, later Kloos en Zn. was een Nederlands scheepsbouw- en constructiebedrijf in Kinderdijk actief van circa 1850 tot 

## Het bedrijf in de 19e eeuw
In 1843 vestigde de molenbouwer Floris Kloos (Ameide, 1810-Kinderdijk, 1892) zich te Kinderdijk waar hij in 1849 een stuk grond langs de Noord kocht om daar een scheepsbouwwerf te beginnen. Tot 1881 werden er een 20-tal houten schepen gebouwd naast een aantal stalen stoomschepen voor de binnenvaart. Het eerste schip, de bark De Nijverheid, werd op 12 juni 1851 te water gelaten. In 1867 werd in opdracht van de Gedeputeerde Staten van Zeeland het houten stoomraderschip Westerschelde voor de veerdienst op de Westerschelde gebouwd, bedoeld als evenbeeld van de in 1866 vergane Stad Vlissingen I.
Vanaf circa 1860 werden er ook grote ijzer- en staalconstructies gebouwd, na 1880 de unieke specialisatie van het bedrijf. De eerste grote opdracht was de bouw van de sluisdeuren voor de Willem I-sluis van het Noordhollands Kanaal (1866). Vanaf 1860 kwam de bruggenbouw over de rivieren en kanalen in een stroomversnelling in opdracht van o.a. Rijkswaterstaat en de Nederlandse spoorwegmaatschappijen. De eerste opdracht op dit gebied was de spoorbrug over de Dieze bij Den Bosch. De fa. Kloos concentreerde zich vervolgens voornamelijk op de bruggenbouw, zoals de IJsselbrug bij Kampen. Belangrijkse projecten waren in het laatste kwart van de eeuw het spoorviaduct dwars door de Rotterdamse binnenstad, de brug over de Donge bij Geertruidenberg, de  spoorbruggen over de Beneden Merwede bij Baanhoek, over de Rotte en over de Schie bij Rotterdam.     

In 1871 telde de onderneming al 120 arbeiders, in 1889 teruggebracht tot 87, een indicatie van de wisselende markt voor constructiewerk. 

projecten Kloos Kinderdijk
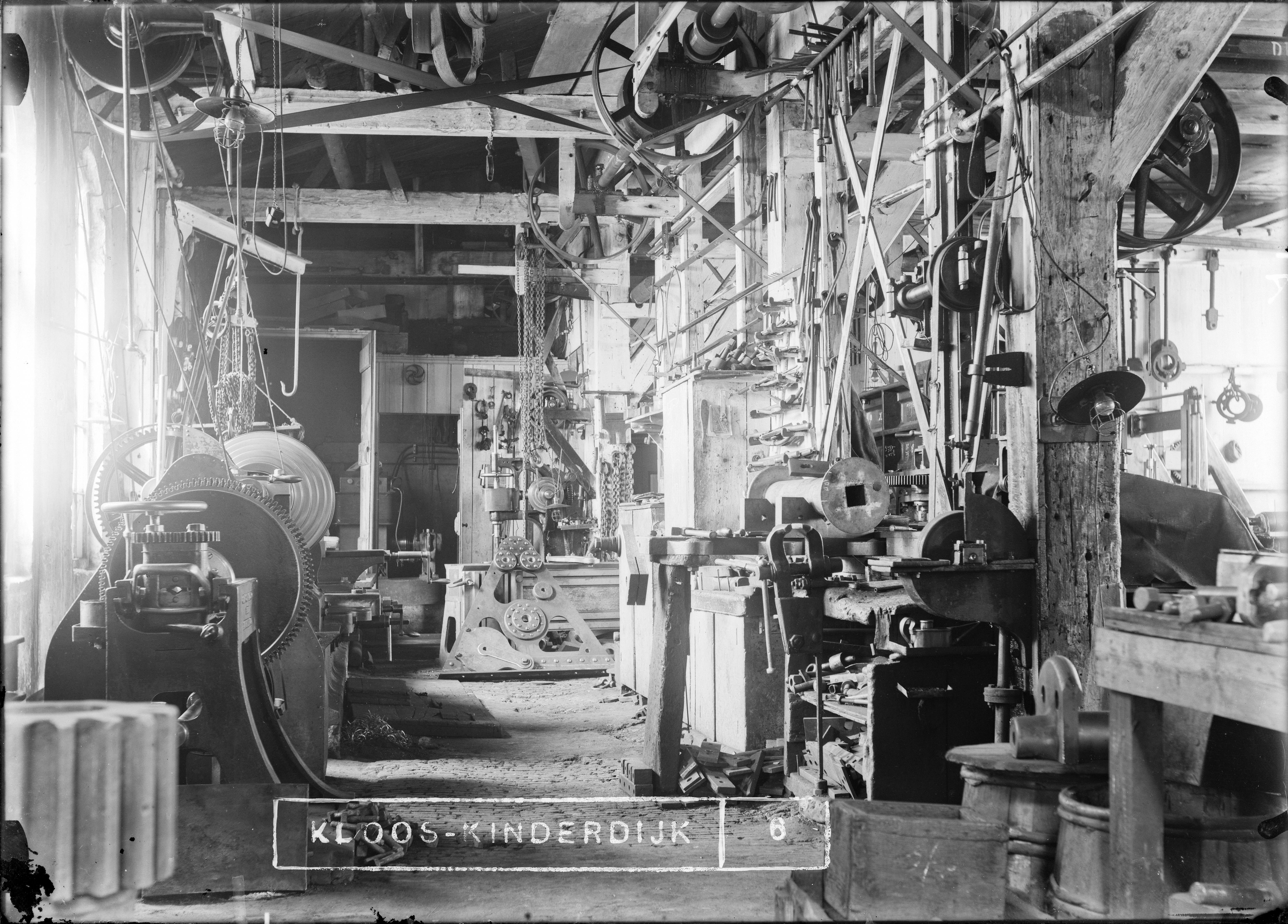
Draaierij
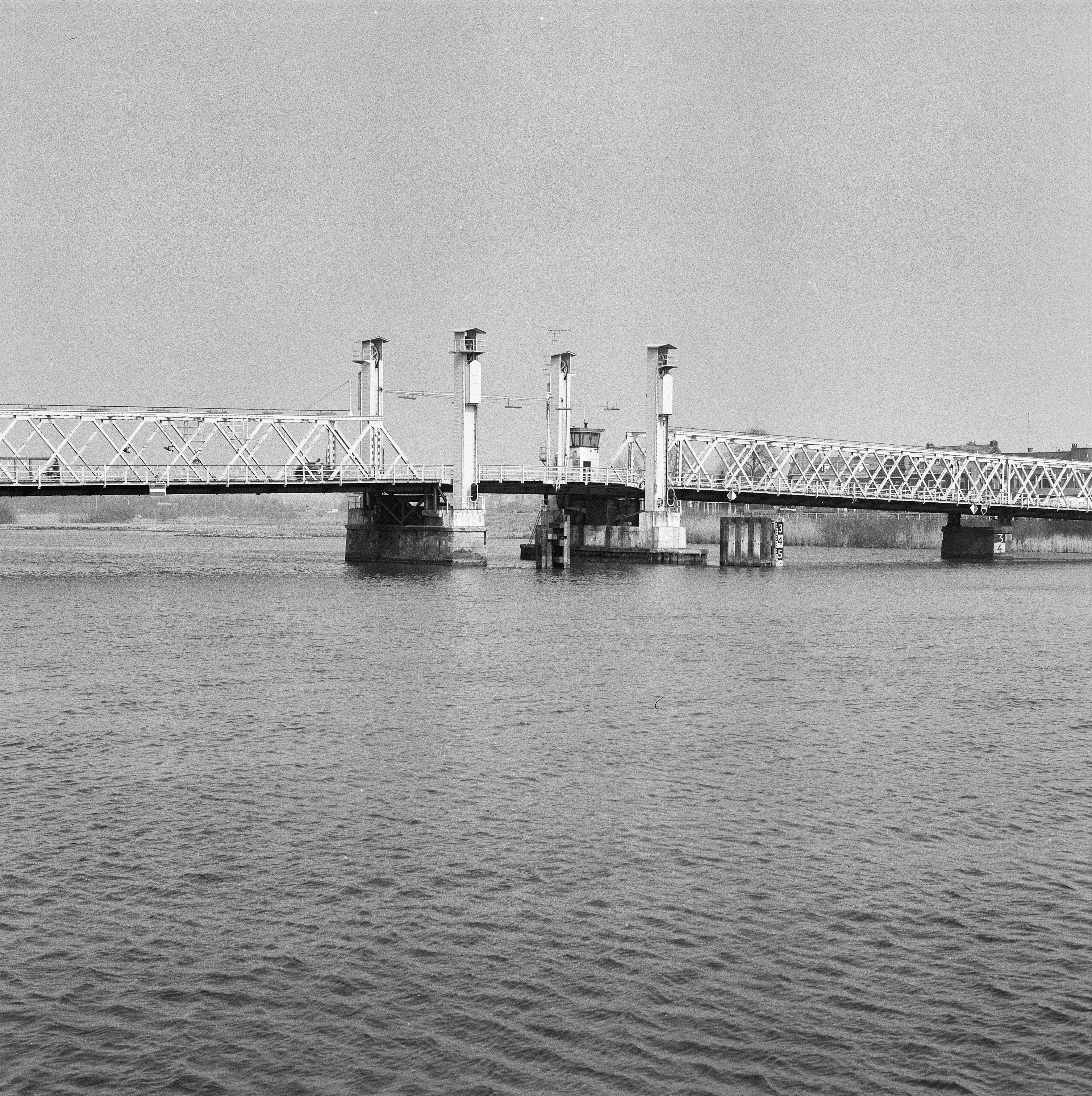
brug bij Kampen (1863)
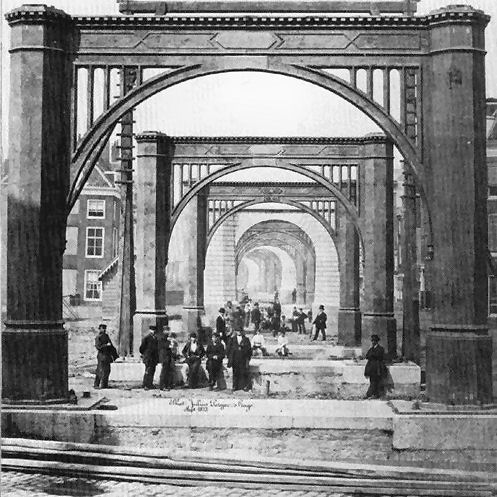
Bouw Luchtspoor (1873)
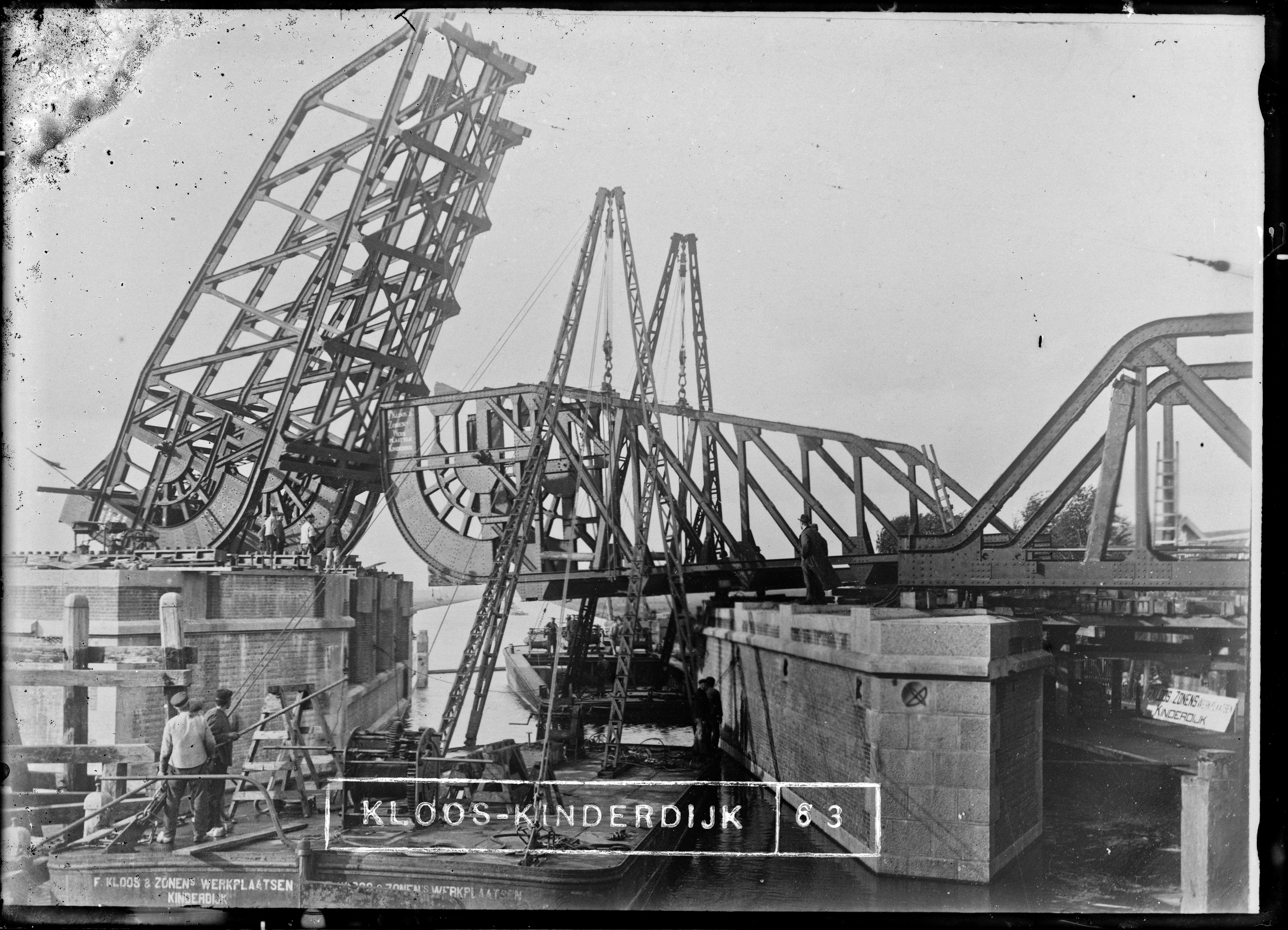
brug Delfshavense Schie (1890)
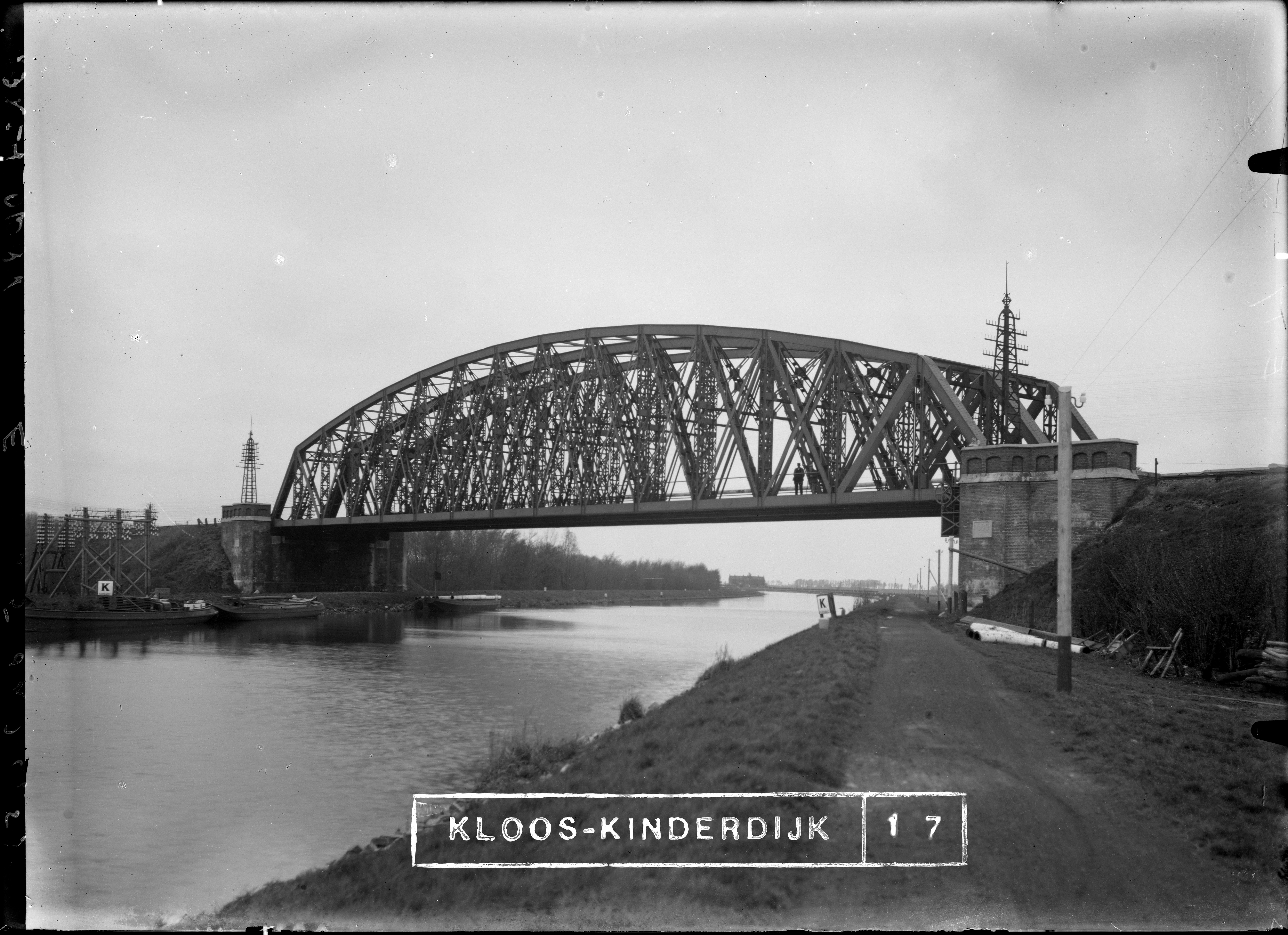
brug Weesp (1892)
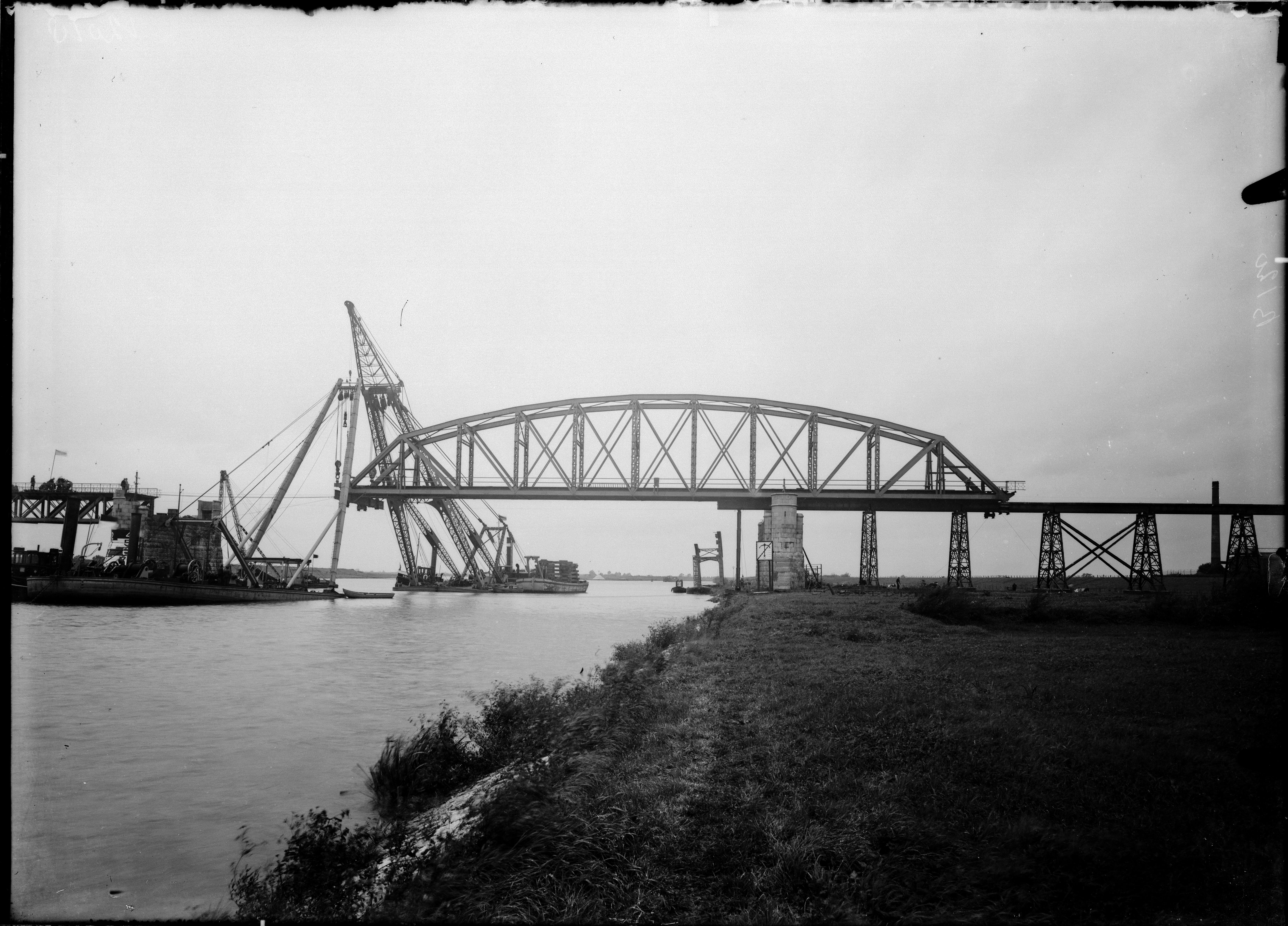
spoorbrug over de Maas bij Mook (1879-1883)

## Opvolgers
Floris' vier zonen, Adriaan, Floris, Hendrik ofwel Hein en Ivo, waren allen (tijdelijk) werkzaam in het bedrijf. Bij het overlijden van Floris senior zette zoon Floris (23-12-1842 - 12-08-1919) als enige het bedrijf als F. Kloos en Zn. voort. In 1905 werd de onderneming omgevormd tot N.V. F. Kloos en Zonen’s Werkplaatsen te Kinderdijk met als directeuren twee schoonzonen van Floris jr. (die commissaris werd): ir. J.M. Prins Visser (tot 1917) en ir. B. Visser (tot 1941). De nv breidde zich onder hun leiding fors uit. In de jaren dertig had het bedrijf zwaar te lijden van de recessie en werkloosheid, maar ging onder leiding van directeur A.J. Prins (kleinzoon van Floris sr.) ondanks alles voort.
Werkzaamheden waren o.a. de bouw van (droog)dokken, materieel voor de Staatsmijnen, telefoonmasten voor Java en Sumatra en sluisdeuren. Het maatschappelijk kapitaal van de nv, oorspronkelijk f 145.000, werd in 1912 respectievelijk 1918 verhoogd tot 250.000 en 500.000. In 1938 vond een reorganisatie plaats waarbij op de gewone aandelen 90% werd afgeschreven. Naast het grote constructiewerk was sinds 1919 een belangrijke afdeling wisselbouw tot stand gekomen die o.a. eigen geoctrooieerde constructies vervaardigde.
Na het overlijden van A.J. Prins in 1953 werd ir. A. van Aalst directeur met van 1957-1960 J van Herk als mededirecteur. Midden jaren vijftig vond een grote uitbreiding plaats met twee nieuwe fabriekshallen, ter waarde van f 4 miljoen. Naast de wisselbouw e.d. werd Kloos ook een belangrijke toeleverancier van onderdelen als pootconstructies voor drijvende bokken. De N.V. werd omgezet van een “gesloten” in een “open” N.V. Na de fusie in 1977 met Hollandia in Krimpen aan den IJssel werd de naam Hollandia-Kloos en vervolgens in 1985 Mercon-Kloos Holding B.V.
Het einde kwam in 1999 toen de bedrijfsterreinen werden verkocht aan een projectontwikkelaar om er woningen te bouwen. De resterende spoorwegafdeling fuseerde met de railafdeling van Oving in Hendrik-Ido-Ambacht (Kloos-Oving b.v) en in 2008 werd deze overgenomen door Vossloh Cogifer SA dat anno 2024 opereert onder de naam Vossloh Cogifer Kloos BV.

projecten Kloos Kinderdijk
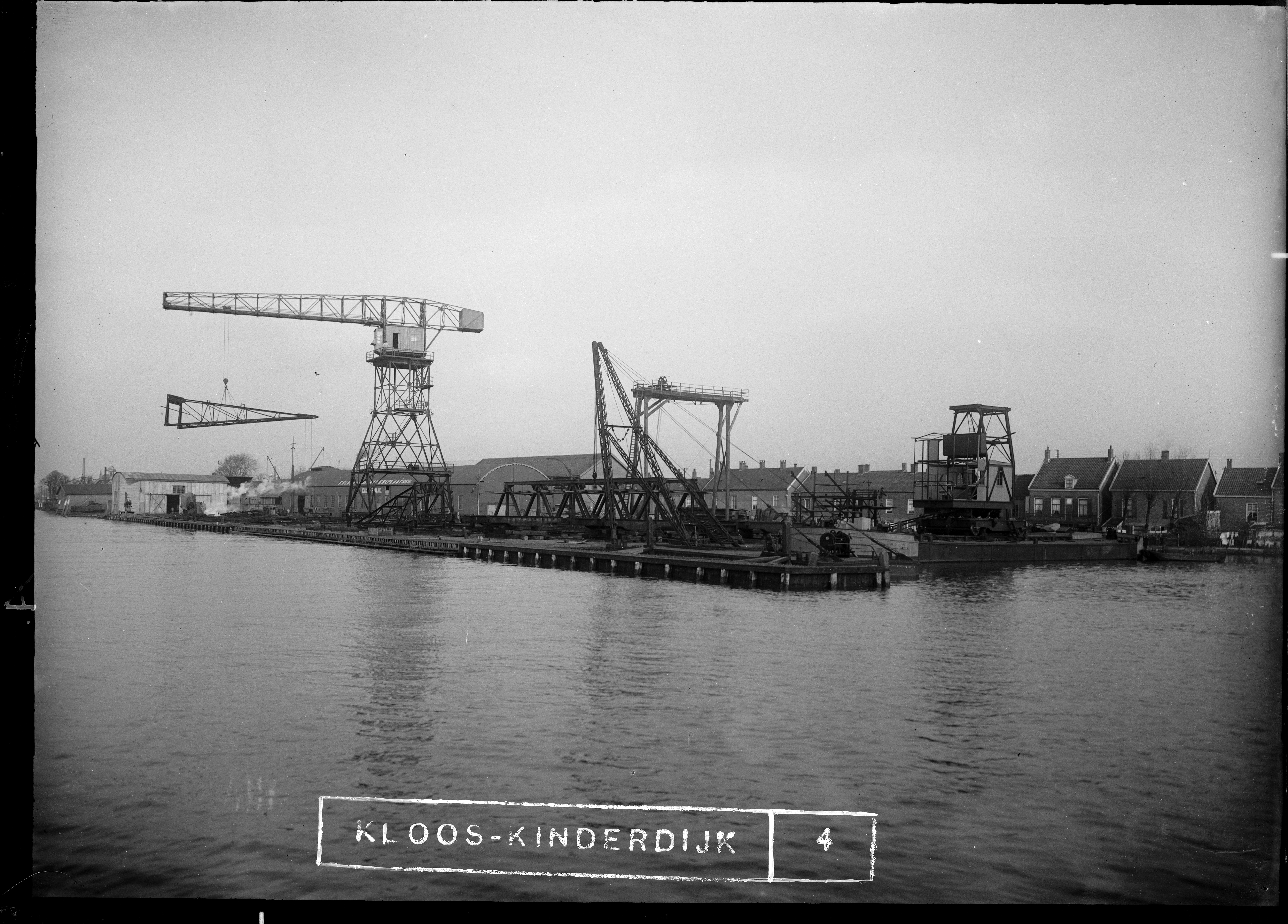
Nieuwe werf Kinderdijk (1921)
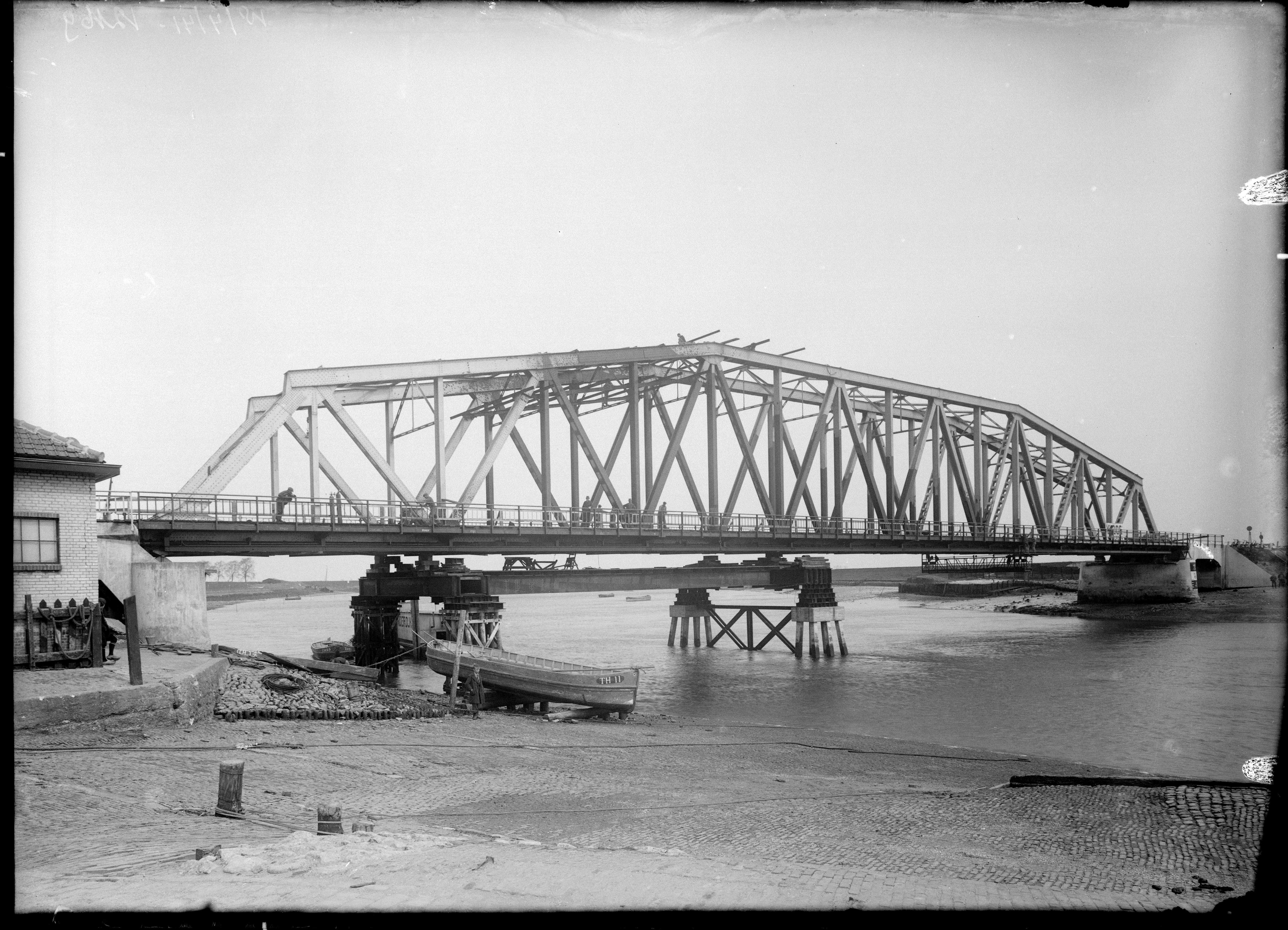
brug Tholen (1940)
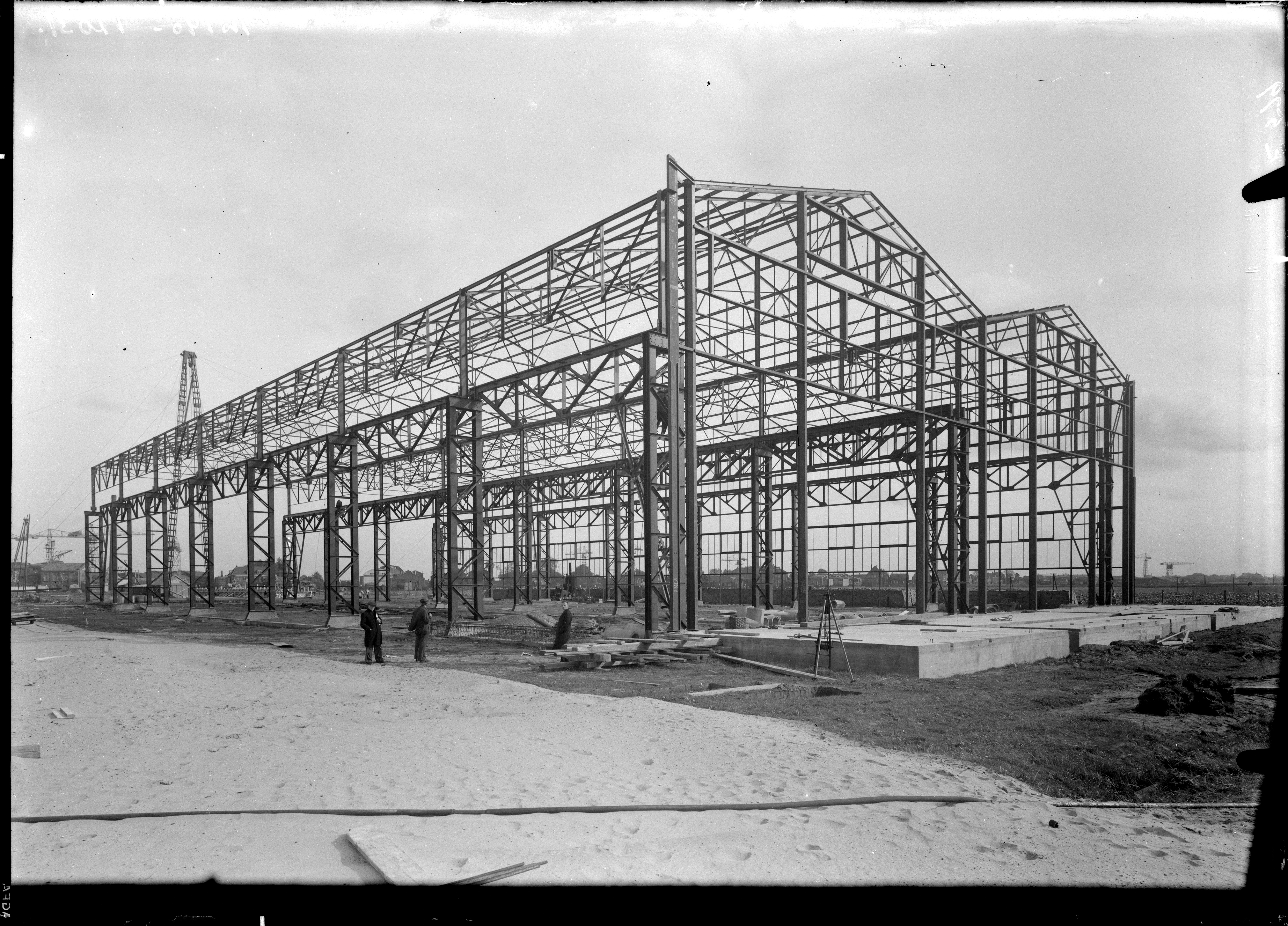
Loods Y voor Electro Smit Slikkerveer
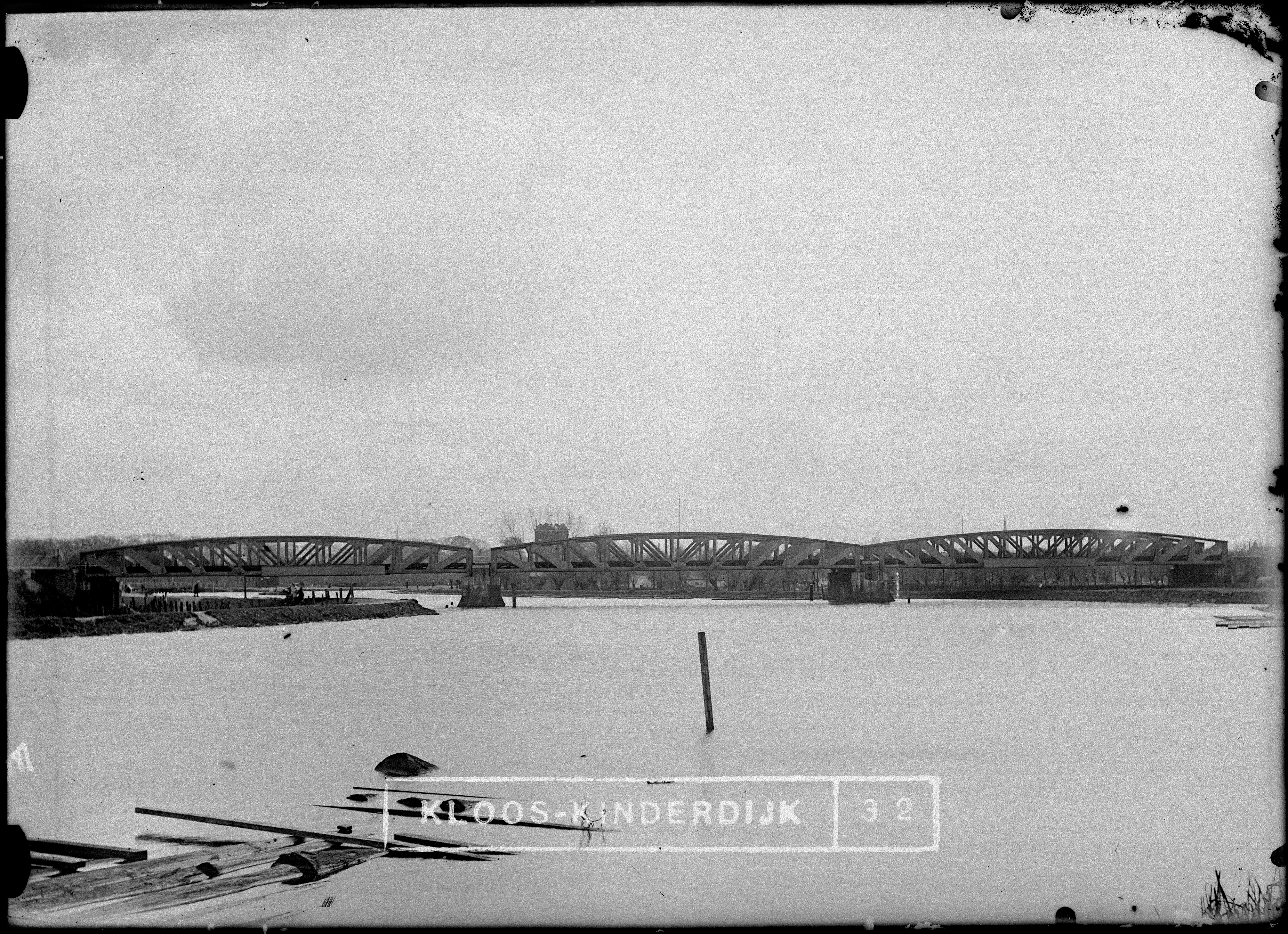
Brug over de Rotte
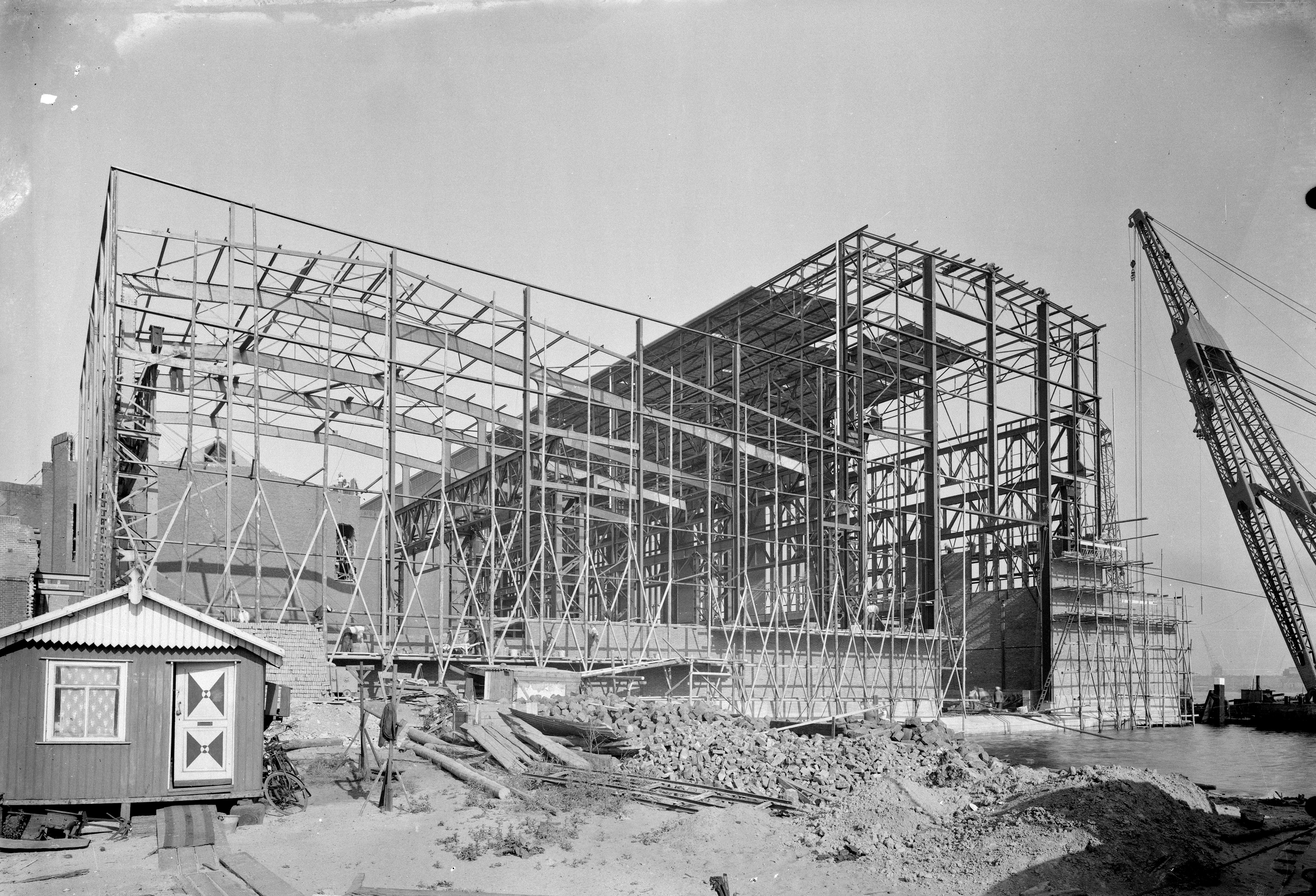
Droogdok R.D.M. (1938)
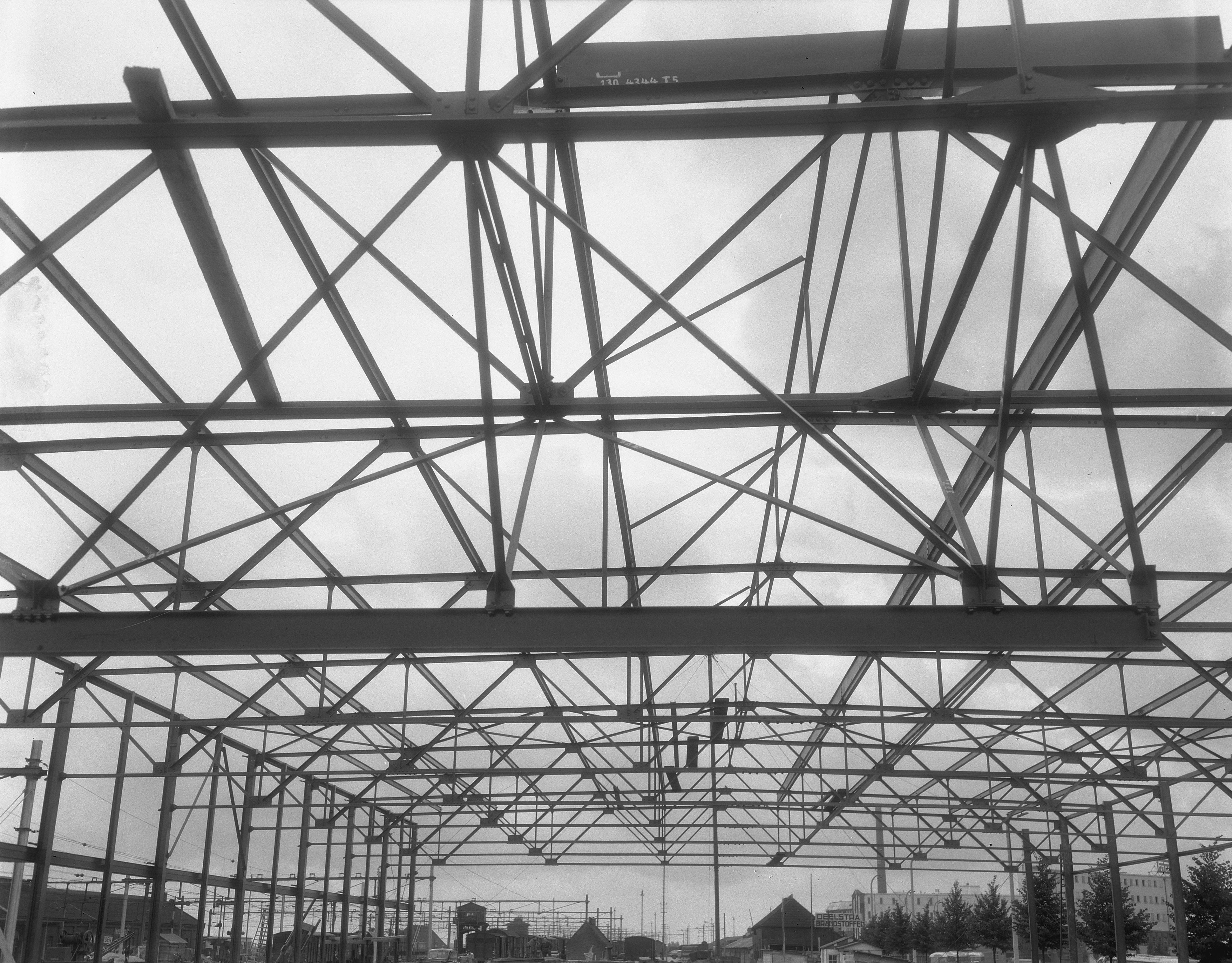
Staalconstructies aanbouw hal station Leeuwarden
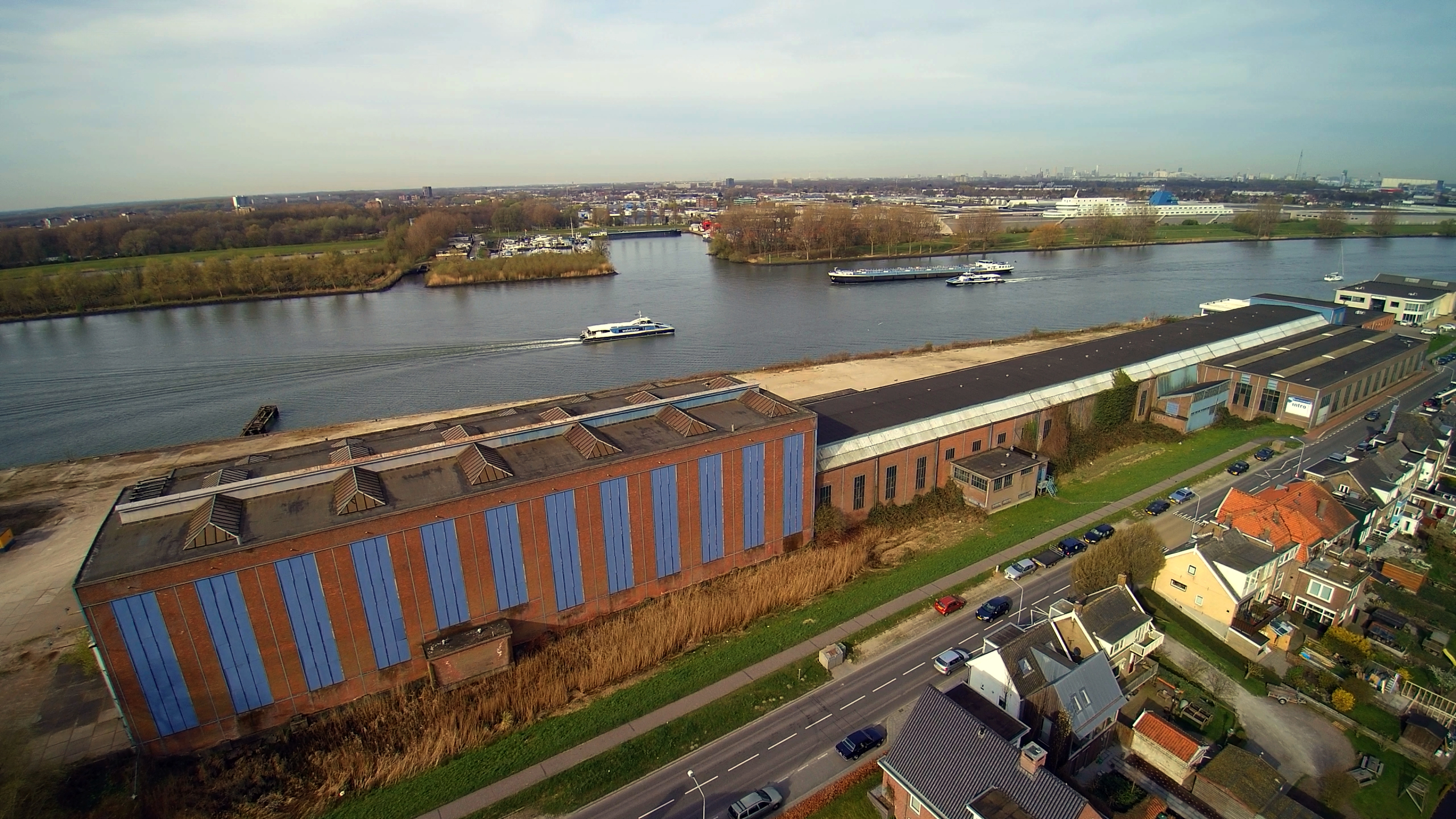
Terrein Mercon Kloos 2018

## Wetenswaardigheden
- De bouw van de Kampense brug verliep niet vlekkeloos, er was een geschil tussen de gemeente Kampen die meende aanspraak te kunnen maken op het boetebeding bij te late oplevering en de fa. Kloos. Uitspraak ten gunste van Kloos (eiseres): zoodat gedagvaarde (gemeente Kampen) op alle punten in het ongelijk gesteld wordende wordt veroordeeld de ingehouden betaling van 15.540 gulden en alle kosten van de rechtszaak te betalen.[3]
- Floris Kloos was van 1862 tot 1865 en van 1872 tot 1879 raadslid en 1865-'66 wethouder.